# 马歇尔·约翰斯顿
马歇尔·约翰斯顿（英語：Marshall Johnston，1941年6月6日—），加拿大男子冰球运动员。他曾代表加拿大参加1964年和1968年冬季奥林匹克运动会冰球比赛，其中1968年冬季奥运会获得一枚铜牌。